# Narratologie

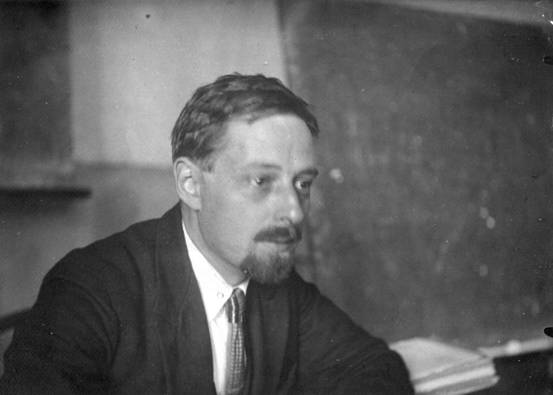
Vladimir Propp en 1928. Historien soviétique de littérature, professeur d'université, linguiste, écrivain et philologue.

La narratologie (science de la narration) est la discipline qui étudie les techniques et les structures narratives mises en œuvre dans les textes littéraires (ou toutes autres formes de récit). Les premiers travaux en narratologie des études littéraires modernes proviennent du formalisme russe et tout particulièrement des travaux de Victor Chklovski et de Boris Eichenbaum.
L'étude systématique de la morphologie des contes russes par Vladimir Propp connait une bonne diffusion en France, parallèlement aux travaux (en particulier le schéma actantiel) d'Algirdas Julien Greimas. En Allemagne, la narratologie s'est développée sous l'impulsion de Franz Karl Stanzel et de Käte Hamburger.
Comme la sémiologie, la narratologie s'est développée en France à la fin des années 1960, grâce aux acquis du structuralisme. En 1969, Tzvetan Todorov forgeait le terme dans Grammaire du Décaméron et, en 1972, Gérard Genette définissait certains de ses concepts fondamentaux dans Figures III. On constate toutefois, à l'origine, quelques hésitations quant à l'objet de la narratologie : certains travaux mettent l'accent sur la « syntaxe » des histoires, tandis que d'autres privilégient la forme (les « figures » du discours). À ceci s'ajoute la question des récits non verbaux (par exemple le cinéma).
Cependant, ses origines sont presque aussi anciennes que la littérature : la Poétique d'Aristote (IVe siècle avant notre ère) est ainsi considéré comme "le premier traité de narratologie" (bien que restreint aux intrigues des drames, comme les tragédies, et autres récits en vers, comme les épopées homériques).

## Les acteurs du récit
Un récit est composé de plusieurs acteurs, notamment un personnage, c’est-à-dire celui qui participe à l’histoire, le narrateur, celui qui raconte l’histoire et, enfin, un auteur, celui qui l’écrit. Il ne faut donc pas confondre le narrateur et l’auteur, puisque le narrateur n’est, en fait, qu’un rôle joué et inventé par l’auteur. Donc, le narrateur narre l’histoire et l’écrivain l’écrit.
De même, tout comme une œuvre contient un auteur implicite, il existe aussi un lecteur et une personne construite à qui on destine le récit, c’est-à-dire le destinataire : « Le texte, objet de communication, ne se conçoit pas sans destinataire implicite ». Selon Vincent Jouve, à la suite de l’analyse du destinataire, on peut théoriquement mettre au jour les réactions du « lecteur réel », c’est-à-dire le sujet bio-psychologique qui tient le livre entre ses mains lors de sa lecture du texte.
En narratologie, on nomme le destinateur « narrateur », par définition celui qui émet le message, et le destinataire « narrataire », celui à qui s’adresse le discours énoncé. Le narrataire n’a pas plus une existence réelle que le narrateur : ils n’existent que sous la forme textuelle. Le narrataire existe sous trois formes : narrataire intradiégétique (qui a toutes les caractéristiques d'un personnage), narrataire invoqué (qui n'a de caractéristique fictionnelle que l'apostrophe du narrataire intradiégétique), narrataire extradiégétique (qui correspond à une figure de lecteur postulée par le texte lui-même et à laquelle tout lecteur s'identifie en lisant l'histoire).

## Les différents modèles d'interprétation des œuvres

### Le modèle sémiotique
De prime abord, la sémiotique est la science dont l'objet d'étude est l'ensemble des processus de signification. La sémiotique n'a pas d'objet propre, mais constitue une grille d'analyse des phénomènes affectant le vivant et représente donc un lieu où peuvent converger de nombreuses sciences comme la linguistique, l'anthropologie, la sociologie, etc. Peu importe son objet d'étude particulier, elle approche les différents phénomènes qui le constituent en se demandant quel en est le sens.
La sémiotique narrative, voire la sémiotique greimassienne, s'intéresse aux structures de l'histoire qui composent le récit, soit au « contenu ». Sur ce plan, l'histoire peut se définir comme un enchaînement d'actions prises en charge par des acteurs. Par définition, l'acteur est l'instance chargée d'assumer les actions qui font fonctionner le récit. En effet, il ne peut y avoir de récit sans actions.
En ce qui concerne les actants, on se réfère surtout au schéma actantiel tel qu'établi par A.J. Greimas. Selon lui, dans un premier temps, les rôles actantiels (ou actants) sont au nombre de six :
- le sujet ;
- l'objet ;
- l'opposant ;
- l'adjuvant ;
- le destinateur ;
- le destinataire.

Cependant, au moins dès Sémiotique. Dictionnaire raisonné de la théorie du langage (Hachette 1979, avec Joseph Courtés), il apparaît que l'opposant et l'adjuvant ne sont pas des actants, mais des acteurs (voir ci-dessous), que Greimas nomme des « auxiliants », renvoyant au pouvoir-faire (adjuvant) ou au non-pouvoir-faire (opposant) du Sujet. À partir de là, la théorie actantielle de Greimas va fonctionner avec seulement trois actants : le Sujet, « bloqué » avec le destinataire, qui disparaît en pratique de ce schéma-là, l'Objet et le Destinateur : on ne saurait donc affirmer que la réorganisation actantielle de Jean-Claude Coquet (Le discours et son sujet, Klincksieck 1984), en prime actant, second actant et tiers actant, réduit le nombre des actants ; c'est dans la modification de leurs relations et de leur contenu modal (pouvoir, savoir, vouloir) que se trouve l'apport spécifique, ici, de sa sémiotique.
Finalement, le rôle thématique désigne l'acteur qui est porteur de sens, notamment au niveau figuratif. Il renvoie donc à des catégories (psychologiques, sociales) permettant d'identifier le personnage sur le plan du contenu. Selon Vincent Jouve, « si le rôle actantiel assure le fonctionnement du récit, le rôle thématique lui permet de véhiculer du sens et des valeurs. De fait, la signification d'un texte tient en grande partie aux combinaisons entre rôles actantiels et rôles thématiques ».

### Le modèle sémiologique
Une approche est qualifiée de sémiologique lorsqu'elle choisit d'étudier un aspect (par exemple le personnage) sur le modèle du signe linguistique. Ainsi, le personnage devient le « signe » du récit et se prête à la même qualification que les signes de la langue. De ce fait, on peut classer les personnages d'un récit en trois catégories :
- les personnages référentiels : ils reflètent la réalité (personnages historiques, mythologiques, personnages types) ;
- les personnages embrayeurs : ils dessinent la place de l'auteur ou du lecteur dans la fiction (narrateur-témoin, observateur) ;
- les personnages anaphores : ils rappellent des données importantes ou préparent la suite du récit (historien, enquêteur, biographe, devin, prophète).

Philippe Hamon retient aussi trois champs d'analyse  :
- l'être (le nom, le portrait physique, la psychologie, etc.) ;
- le faire (les rôles thématiques et les rôles actantiels) ;
- l'importance hiérarchique (statut et valeur).

### Le modèle sémio-pragmatique
Dans la lignée des travaux effectués par Umberto Eco dans Lector in fabula (1985), une approche sémio-pragmatique étudie le personnage comme « effet de lecture ». En d'autres termes, la narration (la manière dont le narrateur effectue sa présentation, sa mise en scène) influence l'image que retient le lecteur d'un personnage et les sentiments qu'il lui inspire.
Selon Vincent Jouve, les personnages peuvent induire trois types différents de lecture  :

« Un personnage peut se présenter comme un instrument textuel (au service du projet que s’est fixé l’auteur dans un roman particulier), une illusion de personne (suscitant, chez le lecteur, des réactions affectives) ou un prétexte à l’apparition de telle ou telle scène (qui, sollicitant l’inconscient, autorise un investissement fantasmatique). On nomme respectivement ces trois lectures : l’effet personnel, l’effet personne et l’effet prétexte. »

### Les actions et l'intrigue
Selon Paul Larivaille, l'intrigue (l'histoire) se résume dans toute œuvre selon un schéma quinaire :
1. Avant - État initial - Équilibre ;
2. Provocation - Détonateur - Déclencheur ;
3. Action ;
4. Sanction - Conséquence ;
5. Après - État final - Équilibre.

Bref, selon ce schéma, le récit se définit comme le passage d'un état à un autre par la transformation (étapes 2, 3 et 4) :

« Un récit idéal commence par une situation stable qu'une force quelconque vient perturber. Il en résulte un état de déséquilibre ; par l'action d'une force dirigée en sens inverse, l'équilibre est rétabli ; le second équilibre est bien semblable au premier, mais les deux ne sont jamais identiques. Il y a par conséquent deux types d'épisode dans un récit ; ceux qui décrivent un état (d'équilibre ou de déséquilibre) et ceux qui décrivent le passage d'un état à l'autre. »

(Tzvetan Todorov, Qu'est-ce que le structuralisme?, tome 2, « Poétique », Paris, Éd. du Seuil, 1968, p. 82)
La narratologie post-classique (Baroni 2007) est venue redéfinir les notions de schéma narratif et d'intrigue en insistant sur l'actualisation du récit par un interprète et sur les émotions (suspense, curiosité, surprise) générées par la « mise en intrigue » des événements. La séquence narrative repose dès lors sur l'alternance entre un nœud textuel qui agit comme un inducteur d'incertitude chez l'interprète, un retard qui entretient la tension narrative par une narration réticente et enfin un dénouement textuel qui viendra éventuellement répondre aux questions engendrées par le nœud. Cette conception de la séquence narrative fait ressortir deux modalités alternatives de l'intrigue suivant le type de nœud textuel : l'interrogation peut porter soit sur le développement ultérieur d'un événement sous-déterminé (alors les pronostics de l'interprète accompagnent un sentiment de suspense), soit sur la nature d'un événement mystérieux actuel ou passé (alors les diagnostics de l'interprète accompagnent un sentiment de curiosité) (Baroni 2007: 110-152). Cette approche renouvelée permet de définir l'intrigue non seulement en tant que logique de l'action ou structure immanente de l'histoire, mais également en tant que dispositif textuel et fonctionnel dont dépend en partie l'intérêt anthropologique de la narrativité et ses effets passionnels ou « thymiques » sur un auditoire (cf. catharsis). Il devient en outre possible de tisser des liens entre narratologie thématique (Bremond, Larivaille, etc.) et narratologie modale (Genette) en insistant sur la nécessaire interdépendance entre histoire (fabula) et discours (sujet).

« les éléments textuels qui sont susceptibles de nouer une intrigue - c'est-à-dire les « complications » actionnelles ou les obscurités provisoires du texte - ne peuvent être ressentis et perçus comme des « événements » dans le procès narratif qu'en fonction de leur caractère « tensif », qui est plus ou moins marqué ou diffus. (…) Tension et intrigue se trouvent dès lors indissociablement liés, ce sont deux dimensions du récit qui se définissent réciproquement à partir d'un point de vue thymique et compositionnel. »

## L'analyse de Gérard Genette

### Le temps narratif
Il est important de toujours bien distinguer ce qui relève ou non de la narratologie, c'est-à-dire ici le temps de l'univers représenté et les temps du discours.
La narratologie peut analyser le temps du récit. Il en existe plusieurs : l'ordre, la durée, la fréquence, etc. L'ordre du récit est l'ordre des faits. Il peut y avoir rétrospection ou anticipation, l'ordre peut être linéaire, mais aussi anachronique. La durée quant à elle est le temps que durent les faits, le rythme de la narration. Aussi, la fréquence est le nombre de fois qu'un événement s'est passé.
On peut distinguer :
1. L'ellipse : certains événements dans la narration sont passés sous silence et à ce moment on utilise une ellipse temporelle pour que le lecteur puisse se situer dans le texte. Exemple : « Le jour J (ellipse temporelle) arriva ». On peut supposer que les jours précédents n'ont pas été narrés ;
2. Le sommaire : on résume en quelques lignes des événements de longue durée, le récit va plus vite que l'histoire ;
3. La scène : le temps de l'histoire est égal au temps du récit. On raconte les événements tels qu'ils se sont passés. Exemple : dans un dialogue ;
4. La pause : le récit avance, mais l'histoire est suspendue, on omet une période de l'histoire. Exemple : lors d'une description.

### Les moments de la narration
On distingue au moins quatre moments différents dans la narration :
1. Ultérieur : on raconte après ce qui s'est passé (analepse) ;
2. Antérieur : on raconte ce qui va se passer (prolepse ou amorce) ;
3. Simultané : on raconte directement ce qui se passe ;
4. Intercalé : on mélange présent et passé.

### Les modes narratifs et les points de vue
Cette conception, bien que largement controversée, distingue trois types de points de vue :
- focalisation externe :

l’histoire est racontée à travers le regard d’un narrateur extérieur à l’histoire qui n’y participe pas ;
- focalisation interne :

l’histoire est racontée à travers le regard d’un personnage (ou de plusieurs) ;
- focalisation zéro (point de vue omniscient) :

le narrateur sait tout et en sait même plus que les personnages (surtout dans le roman, permet de donner des informations en très peu de lignes).
Dans la majorité des romans, les trois points de vue coexistent en alternance et s’inscrivent donc dans une focalisation variable : la focalisation se déplace d’un personnage à un autre ou est indéterminable.
Lorsque le narrateur se confond avec l'un des personnages et raconte l'histoire de son point de vue, il s'agit d'un récit à la première personne. Cette technique est différente de la focalisation interne. En effet, le narrateur peut prendre une distance avec le regard du personnage tout en utilisant la focalisation interne. Il peut pour cela utiliser l'ironie, à la manière de Flaubert.
Il existe plusieurs types de narrateurs (voir Figure III) :
- le narrateur extradiégétique :

le narrateur n'est pas un personnage de la diégèse (c'est-à-dire l'histoire racontée) ;
- le narrateur intradiégétique :

le narrateur est un des personnages de la diégèse (cas notamment des récits enchâssés : un personnage raconte une histoire et se fait narrateur) ;
- le narrateur autodiégétique :

cas particulier de narrateur intradiégétique, le narrateur se confond avec le protagoniste, il est le héros de l'histoire qu'il raconte (non un simple observateur ou un personnage secondaire) ;
- le narrateur hétérodiégétique :

le narrateur n'intervient pas directement dans son récit (pas de prise de parole du narrateur) ;
- le narrateur homodiégétique :

le narrateur intervient directement dans son récit, à la première personne, dont il est lui-même la figure centrale.
Ces modes de narration ne sont pas exclusifs : outre qu'il est évidemment possible de trouver successivement plusieurs types de narrateurs dans un même récit, un narrateur peut être à la fois extradiégétique et homodiégétique (sans être un personnage de la diégèse, le narrateur peut apostropher le lecteur ou livrer un jugement sur ses personnages, par exemple).
Inversement, un narrateur peut être intradiégétique et hétérodiégétique (tout en étant un personnage, il peut ne pas intervenir en tant que narrateur dans l'histoire qu'il raconte).
On peut enfin penser au cas particulier de l'autobiographie, où le narrateur est autodiégétique et homodiégétique (il y a alors équivalence de trois niveaux différents : personnage principal = narrateur = auteur).

## La narratologie dans les jeux vidéo

### L’histoire de la narratologie dans le jeu vidéo
En 1979, Richard Garriott sort le jeu vidéo Akalabeth: World of Doom en s’inspirant des jeux de rôle sur table, il est alors le premier jeu vidéo de rôle défini comme tel.
Il sortira par la suite une série de Jeux vidéo de rôle sous le nom d’Ultima, qui est considéré comme la franchise la plus ancienne dans cette catégorie.
Son travail donne alors une forme au RPG dans le jeu vidéo qui sera généralement défini par un univers vaste, un scénario complexe et une durée de vie conséquente.
Ultima IV, sortie en 1985, cherche à dépasser les limites du genre. 
Il est le premier épisode de la série qui s’écarte de la formule classique centré sur un scénario manichéen et propose au joueurs de faire leurs propres choix moraux et éthiques.
Richard Garriott avait pensé lors de l’écriture du scénario du jeu que des actions immorales, tels que le vol ou le meurtre, étaient importantes pour conclure les précédents épisodes.

### L’analyse narrative dans le jeu vidéo
Espen Aarseth, chercheur en littérature, découvrit les limites de l’analyse littéraire classique lors de l’étude de la fiction dans les jeux d’aventure textuelle (MUD), ainsi que dans les autres jeux vidéo.
Selon lui, les jeux vidéo sont de la littérature ergodique ( Du grec ancien ἔργον, « travail, action », et ὁδός, « chemin » ) où il faut s’activer, fournir un “effort interactif ” afin de faire avancer l’histoire.
Dans son livre de 2005, Half-real: Video games between real rules and fictional worlds, Jesper Juul parle des incohérences inhérentes au jeu et, de par sa nature de double média, les jeux vidéo possèdent des incohérences fondamentales.
Il pose alors la question, pourquoi Mario possède 3 vies ? Un joueur lambda ne se poserait pas la question, mais Juul met le doigt sur une incohérence du jeu vidéo, rien dans la narration n’explique pourquoi Mario peut revenir à la vie.
Pourtant, certains auteurs comme Edward Wesp, considèrent que le jeu vidéo est un médium cohérent avec lui-même.
« Les incohérences entre la narration et le gameplay sont donc perçues de la sorte lorsqu’on les considère de manières distinctes telles deux sphères éloignées l’une de l’autre. »

### La narration dans le gameplay

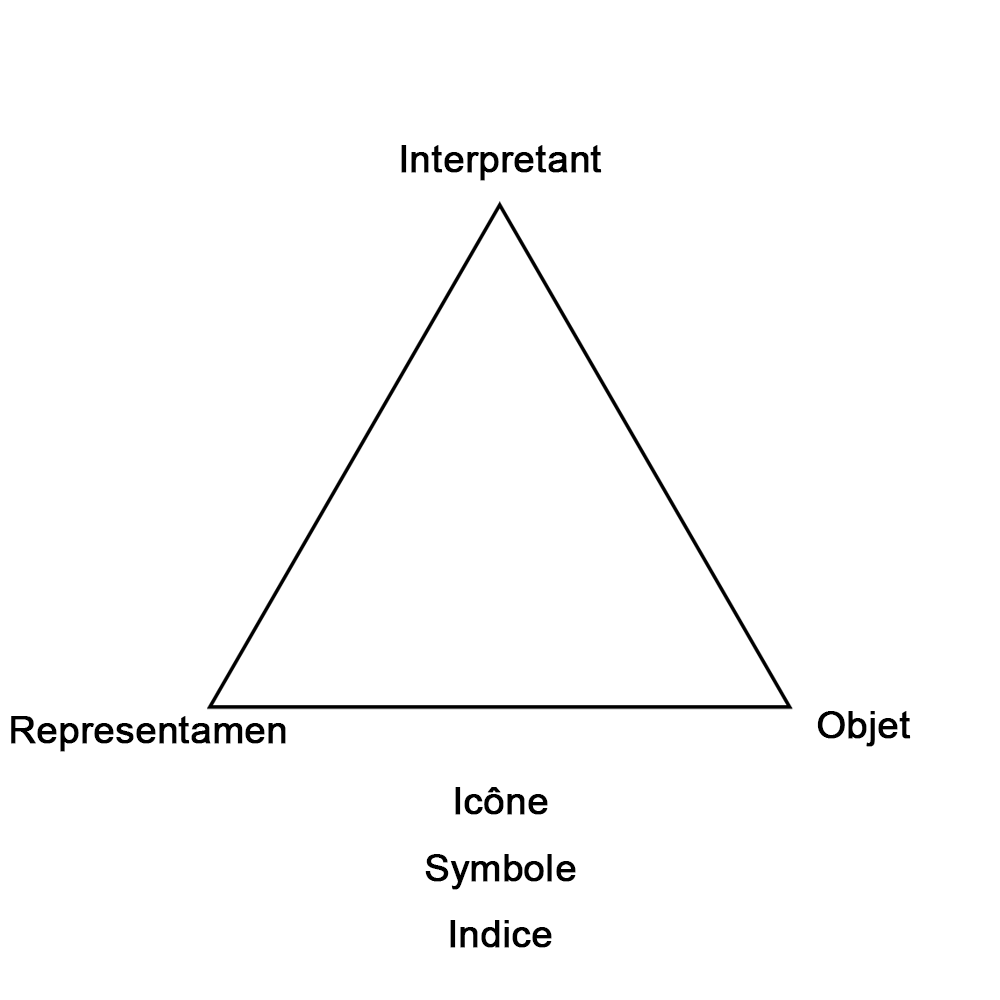
Triangle sémiotique

Le jeu vidéo possède une structure duale : le Core (la structure interne du jeu) et le Shell (la structure externe du jeu). C’est le postulat de la complexité socioculturelle des jeux proposé par |Mäyrä en 2008.
Lorsqu’on analyse les jeux, il est nécessaire de distinguer au moins deux strates au sein de leur structure ludique : la strate de la performance, dite interne, définie par le gameplay, et la strate des représentations, dite externe, définie par un système de signes.
Les représentations sont alors le moyen par lequel le joueur peut percevoir la narration du jeu au travers de signes : scénario, imagerie, personnages, intrigues, son…

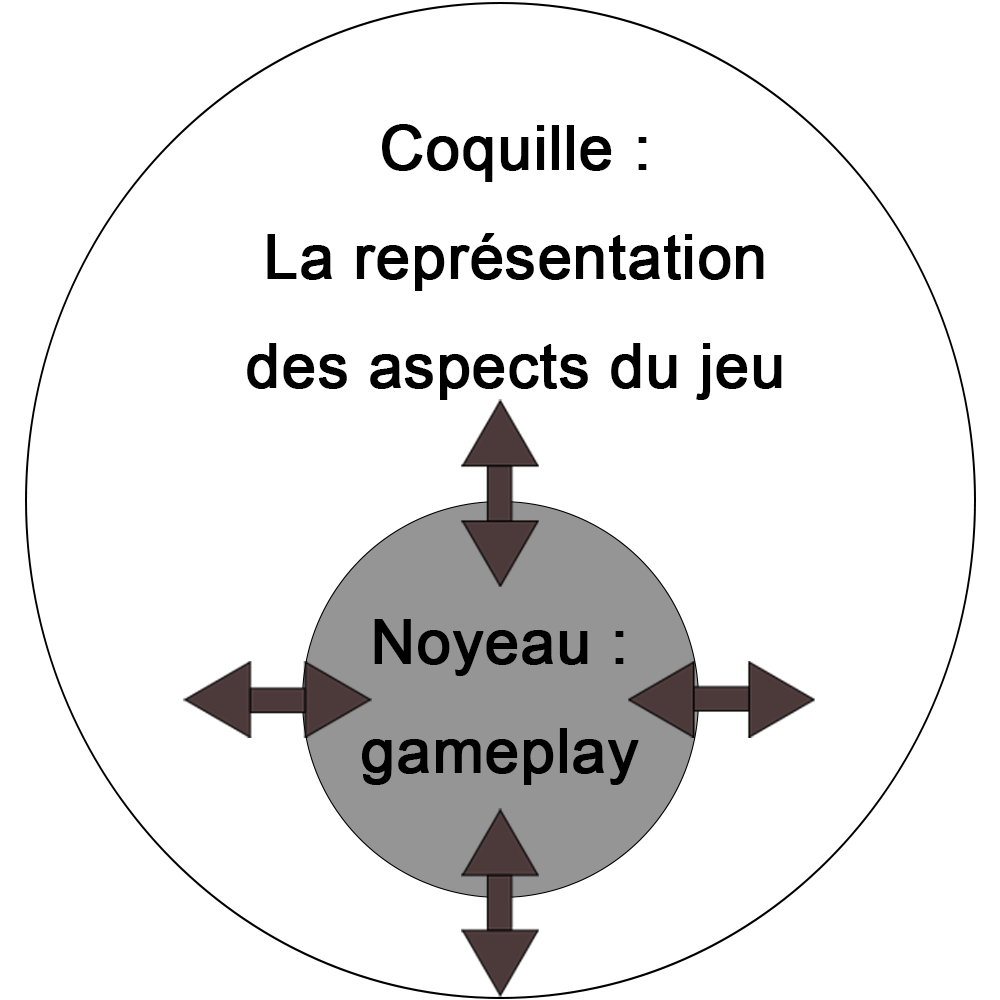
Diagramme core/shell

Le jeu vidéo est alors un générateur de signes.
Selon Peirce, un signe est “quelque chose qui tient lieu pour quelqu'un de quelque chose [d’absent] sous quelque rapport ou à quelque titre”.
Charles S. Peirce - Le triangle sémiotique
Lors des phases de gameplay, les représentations permettent d’enrichir l’expérience du jeu en l’inscrivant dans un contexte plus vaste (psychologie, croyances, système de valeurs, références culturelles, politique…).
La dialectique du Core et du Shell.

## Médecine narrative
« Médecine narrative » est le nom donné à une discipline enseignée dans plusieurs universités françaises.

#### Auteurs
- Jean-Michel Adam
- Raphaël Baroni
- Umberto Eco
- Gérard Genette
- A.J. Greimas
- Philippe Hamon
- Vincent Jouve
- Tzvetan Todorov

#### Autres
- Mythologie comparée